# Tantonville
Tantonville – miejscowość i gmina we Francji, w regionie Grand Est, w departamencie Meurthe i Mozela.
Według danych na rok 1990 gminę zamieszkiwało 651 osób, a gęstość zaludnienia wynosiła 80 osób/km² (wśród 2335 gmin Lotaryngii Tantonville plasuje się na 510. miejscu pod względem liczby ludności, natomiast pod względem powierzchni na miejscu 737.).